# Большая (Воробьёвское сельское поселение)
Большая — деревня в Сокольском районе Вологодской области.
Входит в состав Воробьёвского сельского поселения, с точки зрения административно-территориального деления — в Воробьёвский сельсовет. Расположена к югу от автодороги А123.
Расстояние по автодороге до районного центра Сокола — 61 км, до центра муниципального образования Воробьёва — 5 км. Ближайшие населённые пункты — Щекотово, Курья, Нелидово, Большие Ивановские.
По переписи 2002 года население — 20 человек (8 мужчин, 12 женщин). Всё население — русские.